# اشلی وردن
اشلی وردن (انگلیسی: Ashleigh Weerden؛ زادهٔ ۷ ژوئن ۱۹۹۹) بازیکن فوتبال اهل پادشاهی هلند است.
وی همچنین در تیم‌های ملی فوتبال زنان هلند بازی کرده‌است.